# دوير (النبطية)
الدوير هي إحدى القرى اللبنانية من قرى قضاء النبطية في محافظة النبطية.

## موقع البلدة وديمغرافيتها
بلدة في جنوب لبنان، تقع إلى الغرب من مدينة النبطية، على الطريق الذي يربط داخل الجنوب بالساحل، تحدّها جبشيت وعِبّا جنوباً، أنصار غرباً، الشرقية والكفور شمالاً، تول وحاروف شرقاً. ترتفع عن سطح البحر بين 350 و420 متراً، تحتل مساحة من الأرض تقارب الـ 1000 هكتار (10000 دونم) تبعد عن مركز المحافظة والقضاء (النبطية) 7 كم وعن العاصمة بيروت 65 كم. ويتخطى عدد سكانها خمسة عشر ألف نسمة (5800 صوتاً)، وعدد الوحدات السكنية حوالي 1500 (عام 2014).[بحاجة لمصدر]

## التسمية
أصل الاسم من السريانية Dwayr أو Dayyara وتعني المسكن والمثوى أو تصغير دير.[بحاجة لمصدر]

## آثارها
اكتشفت مغاور ومدافن في منطقة «الجلالي وريشوم» ونواويس تعود إلى العهد الفينيقي والروماني عثر فيها على فخاريات وأدوات برونزية وغيرها. وفي تلّة «الحصين» غرب البلدة بقايا حجارة ضخمة يعتقد أنها بقايا برج أو حصن قديم العهد من العهد الفينيقي وقد نقل معظمها لبناء البلدة القديمة. وفي منطقة «اللوزات» جنوبي غرب البلدة مغارة مدفنية كبيرة بالإضافة إلى عدد من آبار المياه وأجران تستخدم لاستعمالات شتى.[بحاجة لمصدر]

## البلدية
في بلدة الدوير مجلس بلدي منتخب مؤلف من خمسة عشرة عضوًا، وهي عضو في اتحاد بلديات الشقيف.[بحاجة لمصدر]

## شهداء الدوير
تعتبر الدوير ثاني قرية في عدد الشهداء (بين الـ25 والـ30 شهيدًا) الذين قدموا في سبيل المقاومة في محافظة النبطية بعد جبشيت، ومنهم الشهيد محمد قانصوه (ساجد) الذي شغل الإسرائيليين طويلاً حتى قضى في حرب تموز.
كما وقد كانت فاتحة العدوان الإسرائيلي في تموز 2006 بمجزرة الدوير، حيث استهدف منزل رجل الدين السيد عادل عكاش، وقضى شهيداً مع زوجته واطفاله العشرة.[بحاجة لمصدر]

## أعلام البلدة
- العالم الفيزيائي رمال رمال
- الوزير علي قانصوه
- الرئيس للحزب السوري القومي الاجتماعي علي قانصوه
- العميد السابق والإعلامي أمين حطيط
- الإعلامية ثريا عاصي

## أعلام
- علي قانصوه
- رمال رمال